# Hedysarum theinum
Hedysarum theinum là một loài thực vật có hoa trong họ Đậu. Loài này được Krasnob. miêu tả khoa học đầu tiên.